# 정희용
정희용(鄭熙溶, 1976년 10월 1일~)은 대한민국의 정치인이며, 제21·22대 국회의원이다.

## 학력
- 1983~1989: 왜관국민학교 졸업
- 1989~1992: 왜관중학교 졸업
- 1992~1995: 김천고등학교 졸업
- 1995~2000: 경북대학교 정치외교학 학사

## 경력
- 국회의원 보좌관
- 경상북도지사 경제특별보좌관
- 2020년 4월 15일: 대한민국 제21대 국회의원 선거 당선(경북 고령군·성주군·칠곡군, 미래통합당, 초선)
- 2020. 5.~2020. 9. 미래통합당 원내부대표
- 2020. 6.~2020. 9. 미래통합당 경상북도당 고령군·성주군·칠곡군 당원협의회 위원장
- 2020. 6.~2020. 9. 미래통합당 저출생대책특별위원회 일·가정 양립분과위원회 위원
- 2020. 7.~2020. 9. 미래통합당 고(故) 최숙현 선수 사망 사건 관련 태스크포스 위원
- 2020. 7.~2020. 9. 미래통합당 소상공인 살리기 특별위원회 위원
- 2020. 8.~2020. 9. 미래통합당 중앙재해대책위원회 위원장
- 2020. 9.~2021. 4. 국민의힘 원내부대표
- 2020. 9.~: 국민의힘 경상북도당 고령군·성주군·칠곡군 당원협의회 위원장
- 국민의힘 경상북도당 수석부위원장
- 2020. 9. 국민의힘 저출생대책특별위원회 일·가정 양립분과위원회 위원
- 2020. 9. 국민의힘 고(故) 최숙현 선수 사망 사건 관련 태스크포스 위원
- 2020. 9. 국민의힘 소상공인 살리기 특별위원회 위원
- 2020. 9. 국민의힘 중앙재해대책위원회 위원장
- 2020. 9. 국민의힘 국민통합위원회 위원
- 2020. 9. 국민의힘 호남 동행 국회의원 발대식 명예의원(전라남도 함평군)
- 2020. 10. 국민의힘 정책위원회 정부정책 감시 특별위원회 위원
- 2020. 10. 국민의힘 수해대책특별위원회 위원
- 2021. 6. 국민의힘 코로나 백신 문제 해결을 위한 태스크 포스 위원
- 2021. 7. 국민의힘 정책조정위원회 제3정조부위원장
- 2021. 8.~2021. 11. 제20대 대통령 선거 국민의힘 윤석열 대통령 경선후보 국민캠프 4차산업대책위원회 위원장
- 2021. 12.~2022. 1. 제20대 대통령 선거 국민의힘 살리는 선거대책위원회 중앙선거대책위원회 총괄상황본부 종합상황실 상황2실장
- 2021. 12.~2022. 1. 제20대 대통령 선거 국민의힘 경북을 살리는 선거대책위원회 선거대책본부장
- 2022. 3.~2022. 5. 대한민국 제20대 대통령 당선인 비서실 정무1팀장
- 2022. 8.~2022. 9. 국민의힘 정진석 비상대책위원장 비서실장
- 2022. 9.~2024. 1. 국민의힘 주호영→윤재옥 원내대표 비서실장
- 2022. 11.~2023. 3. 국민의힘 민생경제안정특별위원회 위원
- 2022. 11.~2022. 12. 국민의힘 이태원 사고조사 및 안전대책 특별위원회 위원 겸 안전대책소위 위원
- 2023. 3. 국민의힘 민생희망특별위원회 위원
- 2023. 4.~2024. 4. 국민의힘 재해대책위원장
- 2023. 12.~2023. 12. 국민의힘 윤재옥 당대표 권한대행 비서실장
- 2023. 12.~2024. 4. 국민의힘 원내대변인
- 2024. 3.~2024. 4. 제22대 국회의원 선거 국민의힘 중앙선거대책위원회 총괄선거대책본부 종합상황실 부실장
- 2024. 4. 국민의힘 수석대변인
- 2024년 4월 10일: 대한민국 제22대 국회의원 선거(경북 고령군·성주군·칠곡군, 국민의힘, 재선)
- 2024. 5.~2024. 12. 국민의힘 추경호 원내대표 비서실장
- 2024. 6.~2024. 7. 국민의힘 정책위원회 산하 시급한 민생 현안 해결을 위한 재정·세제개편특별위원회 간사
- 2024. 6.~2024. 7. 국민의힘 정책위원회 산하 시급한 민생 현안 해결을 위한 민생경제안정특별위원회 위원
- 2024. 6.~2024. 7. 국민의힘 정책위원회 산하 시급한 민생 현안 해결을 위한 외교안특별위원회 위원
- 2024. 9.~ 국민의힘 국민통합위원회 부위원장
- 2024. 9.~ 국민의힘 호남동행 국회의원 발대식 명예의원(전라남도 무안군)
- 2024. 12.~2024. 12. 국민의힘 비상계엄 사태 이후의 정국 수습 방안과 윤석열 대통령의 질서 있는 퇴진 방안을 마련하기 위한 정국 안정화 태스크포스 위원
- 2025. 1.~2025. 2. 2025년 재보궐선거 국민의힘 공천관리위원회 위원
- 2025. 3.~ 국민의힘 산불재난대응 특별위원회 위원
- 2025. 4.~2025. 5. 국민의힘 제21대 대통령 선거준비위원회 위원
- 2025. 5.~2025. 6.: 제21대 대통령 선거 국민의힘 김문수 대통령 후보 중앙선거대책위원회 총괄선거대책부본부장
- 2025. 5.~2025. 6.: 제21대 대통령 선거 국민의힘 김문수 대통령 후보 경북 선거대책위원회 공동선거대책위원장

### 의정 활동
- 2020. 5.~2024. 5. 제21대 국회의원(경북 고령군·성주군·칠곡군, 미래통합당→국민의힘, 초선)
  - 2020. 6.~2024. 5. 국회 디지털경제 혁신연구포럼 준회원
  - 2020. 6.~2024. 5. 국민미래포럼 구성의원
  - 2020. 7.~2022. 5. 제21대 국회 전반기 과학기술정보방송통신위원회 위원
  - 제21대 국회 전반기 과학기술정보방송통신위원회: 과학기술원자력법안심사소위원회 위원
  - 제21대 국회 전반기 과학기술정보방송통신위원회 예산결산심사소위원회 위원
  - 2020. 7.~2024. 5. 모빌리티 포럼 구성의원
  - 2020. 7.~2024. 5. 전환기 한국경제 포럼 공동연구책임의원
  - 2020. 9.~2021. 6. 제21대 국회 전반기 운영위원회 위원
  - 2021. 7.~2022. 1. 제21대 국회 전반기 예산결산특별위원회 위원
  - 2021. 11.~2022. 5. 제21대 국회 언론미디어제도개선 특별위원회 위원
  - 2022. 3.~2022. 5. 제21대 국회 전반기 예산결산특별위원회 위원
  - 2022. 7.~2024. 5. 제21대 국회 전반기 농림축산식품해양수산위원회 위원
    - 제21대 국회 후반기 농림축산식품해양수산위원회 농림축산식품법안심사소위원회 위원
    - 제21대 국회 후반기 농림축산식품해양수산위원회 예산결산심사소위원회 위원

  - 2022. 7.~2023. 5. 제21대 국회 후반기 예산결산특별위원회 위원
    - 제21대 국회 후반기 예산결산특별위원회 예산소위원회 위원

  - 2022. 8.~2023. 7. 제21대 국회 정치개혁특별위원회 위원
    - 제21대 국회 정치개혁특별위원회 정치관계법개선소위원회 위원

  - 2022. 8.~2022. 9. 제21대 국회 후반기 국회운영위원회 위원
    - 제21대 국회 후반기 국회운영위원회 청원심사소위원회 위원

  - 2022. 10.~2022. 11. 제21대 국회 후반기 국회운영위원회 위원
  - 유니콘팜 구성의원
  - 2023. 11.~2024. 5. 제21대 국회 후반기 국회운영위원회 위원
  - 2024. 2.~2024. 2. 제21대 국회 대법관(신숙희·엄상필) 임명 동의에 관한 인사청문 특별위원회 위원
- 2024. 5.~ 제22대 국회의원(경북 고령군·성주군·칠곡군, 국민의힘, 재선)
  - 2024. 6.~ 제22대 국회 전반기 농림축산식품해양수산위원회 간사
    - 제22대 국회 전반기 농림축산식품해양수산위원회 해양수산법안심사소위원회 위원장
    - 제22대 국회 전반기 농림축산식품해양수산위원회 예산결산심사소위원회 위원

  - 국회 글로벌외교안보포럼 구성의원
  - 국회기후변화포럼 대표의원

## 역대 선거 결과
|  | 62.71% |

|  | 76.23% |

## 소속 정당
| 소속 정당 | 소속 정당  | 소속 기간 | 비고      |
| --------- | ---------- | --------- | --------- |
|           | 한나라당   | 2000~2012 | 정계 입문 |
|           | 새누리당   | 2012~2017 | 당명 변경 |
|           | 자유한국당 | 2017~2019 | 당명 변경 |
|           | 무소속     | 2019      | 탈당      |
|           | 자유한국당 | 2019~2020 | 복당      |
|           | 미래통합당 | 2020      | 합당      |
|           | 국민의힘   | 2020~현재 | 당명 변경 |

## 같이 보기
- 고령군·성주군·칠곡군
- 고령군의 국회의원
- 성주군의 국회의원
- 칠곡군의 국회의원